# Gurdwara Sri Guru Singh Sabha

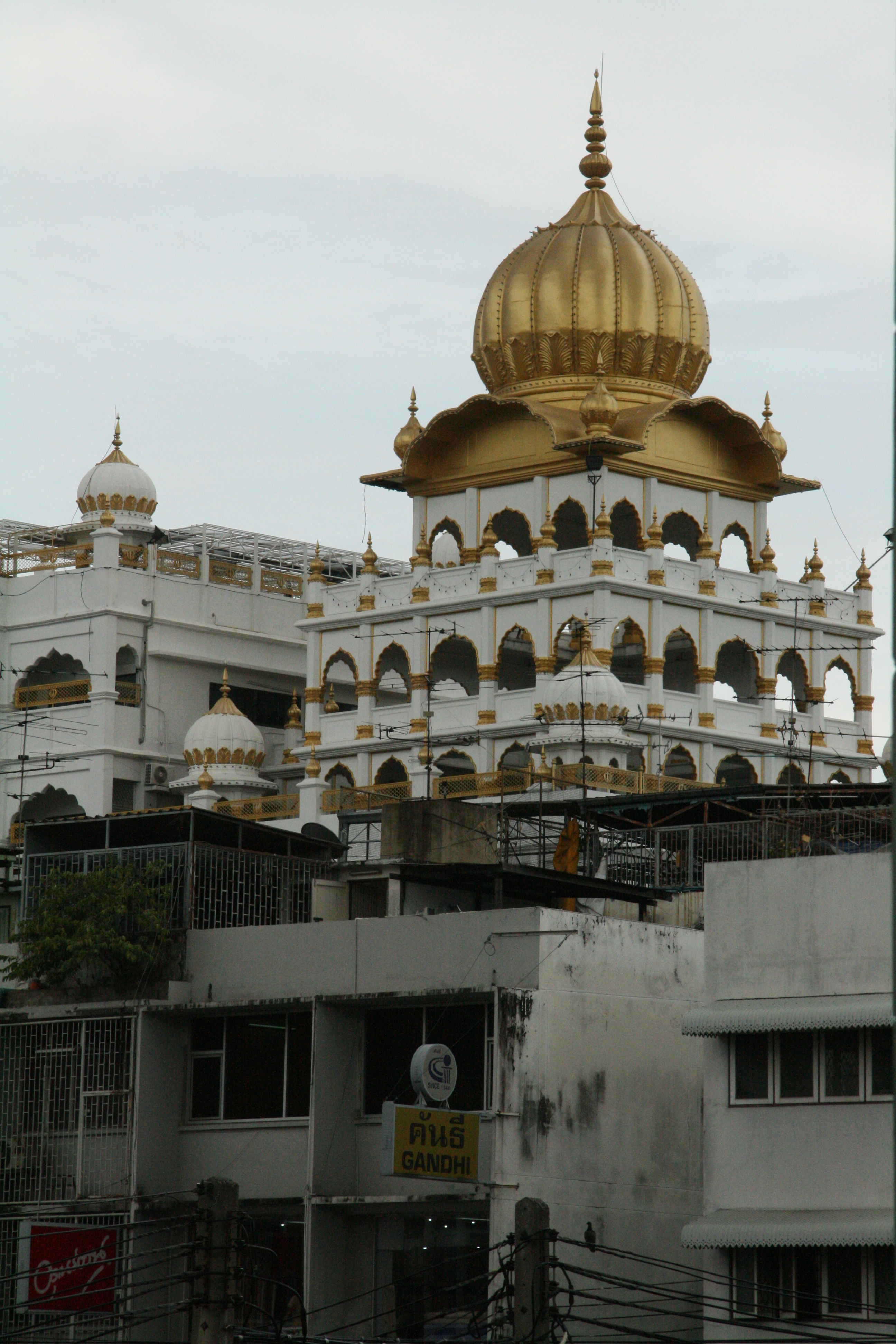
Le bâtiment en 2008.

Situé à Bangkok dans le district de Phra Nakhon, dans le quartier de Phahurat ou Pahurat, plus connu sous le nom de Little India, le gurdwara (ou gurudwara, littéralement : la porte du gourou) Sri Guru Singh Sabha est le lieu de culte d'une communauté sikh installée en Thaïlande depuis environ un siècle et qui créa des commerces de textiles encore florissants de nos jours.

## Histoire

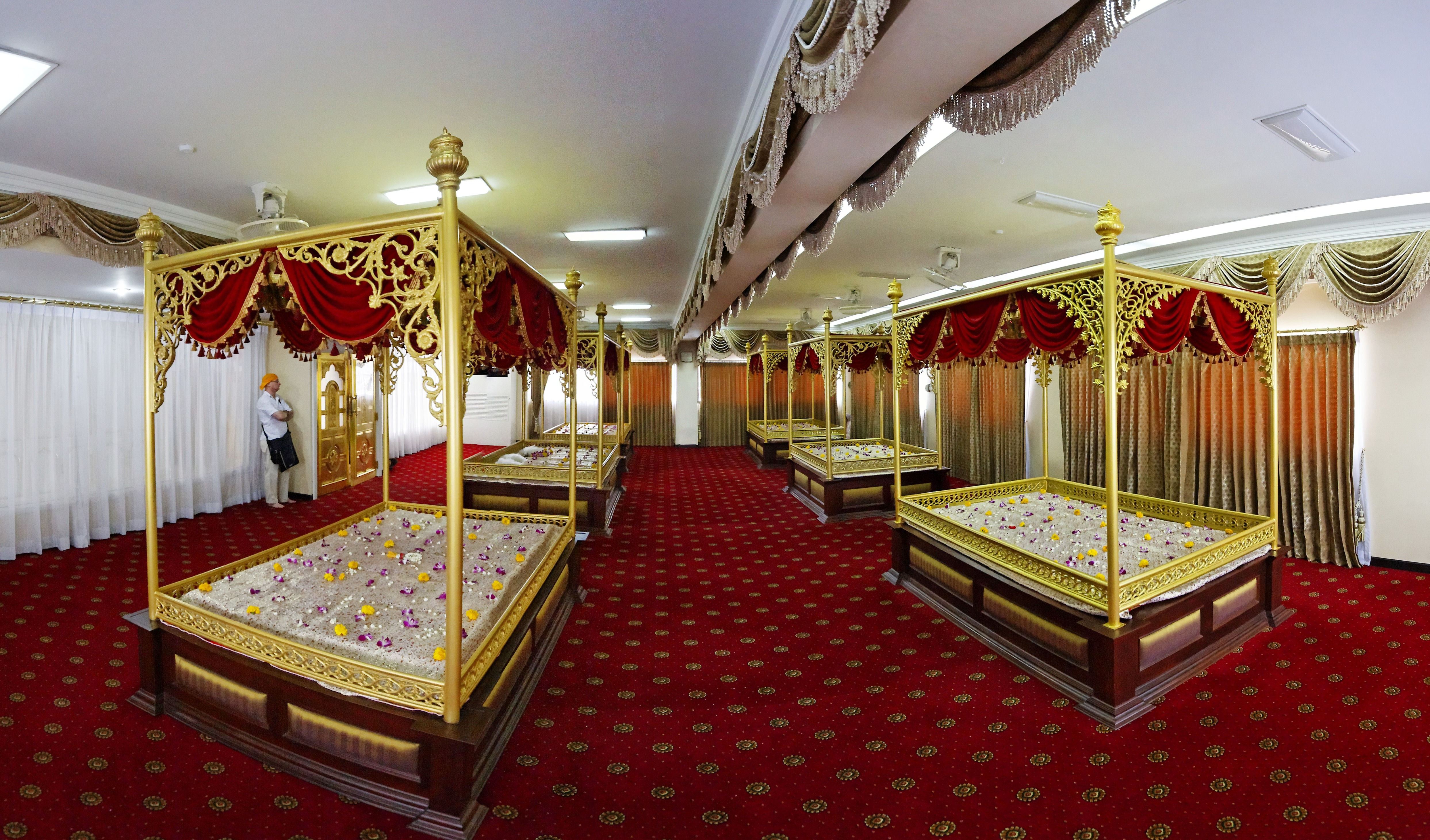
Vue d'ensemble de la pièce où est gardé le Guru Granth Sahib.

En 1911, de nombreuses familles sikhes étaient déjà installées en Thaïlande, mais n'ayant pas de lieu de culte, les cérémonies religieuses se déroulaient chez les uns et chez les autres, à tour de rôle. L'année suivante, la communauté continuant à croitre, les sikhs décidèrent de réer un gurdwara. Une maison de bois, près de Baan Moh (13° 44′ 46,66″ N, 100° 29′ 50,91″ E), fut choisie et prise en location. Une fois la décoration faite, les cérémonies et prières purent avoir lieu, mais seulement à raison d'une fois par semaine. 
En 1913, la population sikhe continuant de s'accroitre, on loua une maison de bois plus grande, située à l'angle de Thanon Phahurat et Thanon Chakraphet (13° 44′ 39,71″ N, 100° 30′ 07,82″ E), et des cérémonies, cette fois quotidiennes purent se dérouler.
En 1932, la communauté sikhe de Bangkok leva des fonds et acheta un terrain pour y construire un bâtiment de trois étages et demi, achevé en 1933, auquel on donna le nom de gurdwara Sri Guru Singh Sabha.
En 1979, il fut décidé de rénover le gurdwara et de l'agrandir pour accueillir un nombre toujours plus grand de fidèles. Après avoir demandé la permission et la bénédiction du Guru Granth Sahib, un nouveau gurdwara fut érigé au même endroit. La première pierre fut posée par les Panj Piare, les Cinq Bien-aimés. Le nouveau temple fut achevé en 1981.

## Description
Le rez-de-chaussée comprend le hall d’entrée (3 entrées), une boutique, une clinique gratuite pour tous (sans distinction de religion ni de caste), une salle à manger pour les granthis (lecteurs du Guru Granth Sahib), les ragis (musiciens) et les pèlerins qui logent temporairement au gurdwara, des toilettes, et le bureau du comité du Sri Guru Singh Sabha.
Au premier étage se trouve une grande salle utilisée comme langar (réfectoire) et pour d’autres activités comme les réceptions pour les mariages. Elle peut être utilisée également comme salle de conférence.
Le deuxième étage est un demi-étage. Il comprend une grande pièce utilisée pour les réunions et autres activités religieuses.
Le troisième étage est un grand hall de 37 mètres sur 15, couvert d’un tapis ou s'asseyent les fidèles. Au milieu se trouve l’allée menant au Guru Granth Sahib, placé sur une plateforme surmontée d’un dôme doré soutenu par quatre colonnes, en forme de lotus. Le granthi ou le giani (Sikh ayant de solides connaissances spirituelles et religieuses) s’assoit sur cette plateforme pour la lecture du Guru Granth Sahib. Sur la droite de cette plateforme, une autre plateforme légèrement surélevée est utilisée pour chanter le kirtan (chant religieux sikh dont les paroles sont habituellement tirées du Guru Granth Sahib) et pour les conférences religieuses.
Au quatrième étage se trouve l’École internationale thaïe sikh. 
Le cinquième et dernier étage comprend deux parties : l’une est divisée en chapelles desservies par un couloir ; on y trouve également une bibliothèque. L’autre partie sert à conserver le Guru Granth Sahib en dehors des heures de cérémonies religieuses. Les livres saints sont disposés sur des plateformes abritées par un dais et protégés par un tissu de brocard parsemé de fleurs fraiches.

## Photos

Gurdwara Sri Guru Singh Sabha
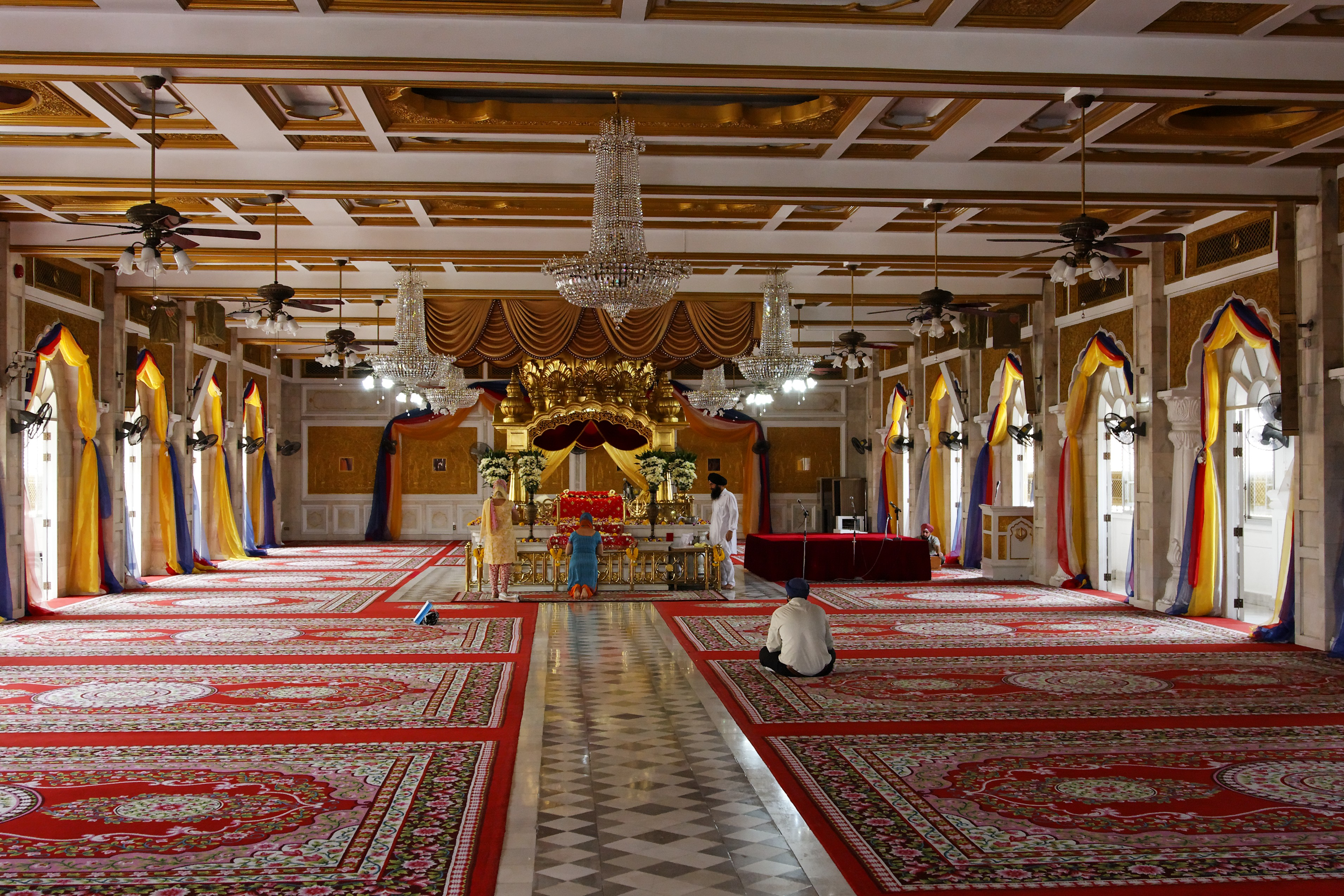
Grande salle de prière
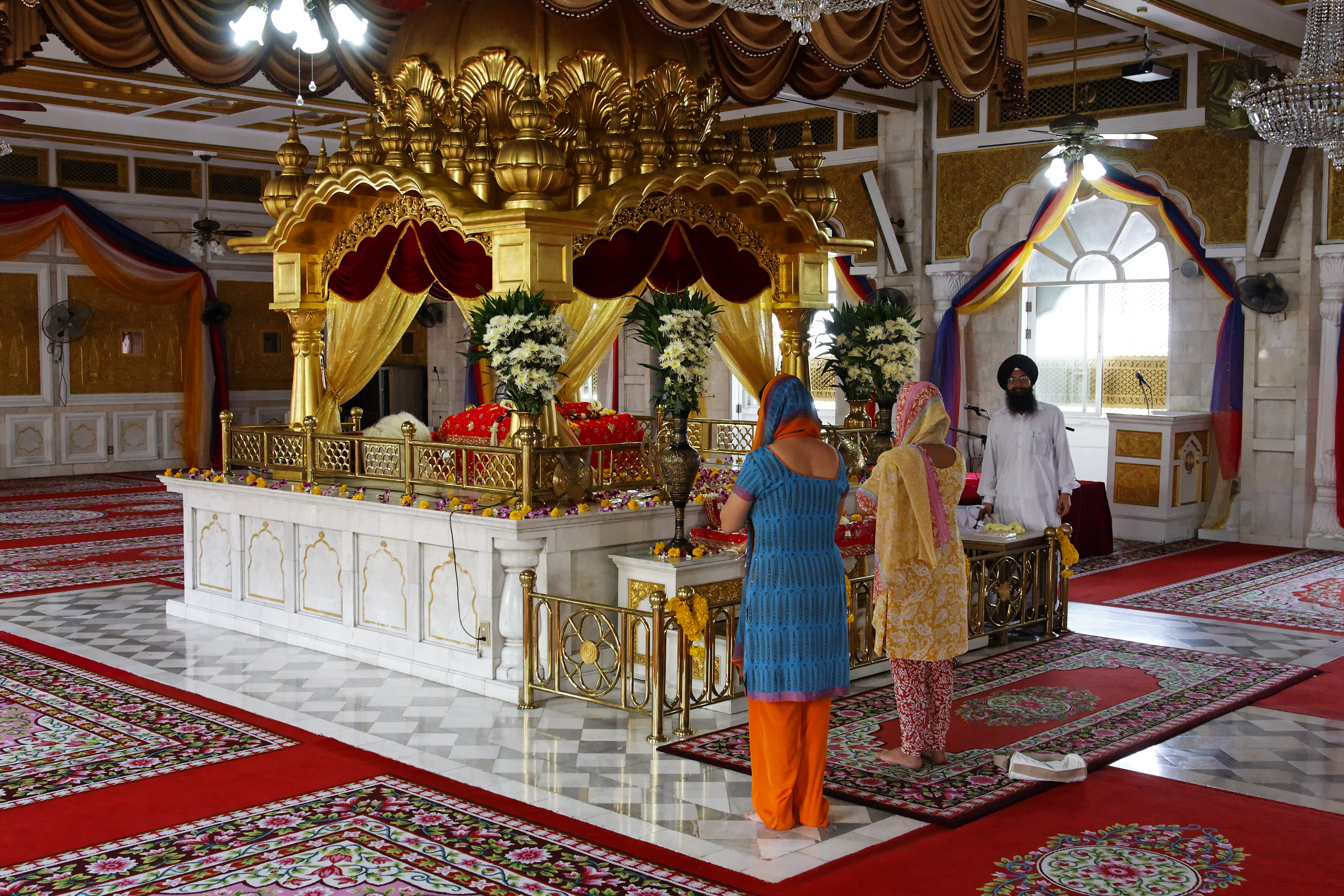
Grande salle de prière
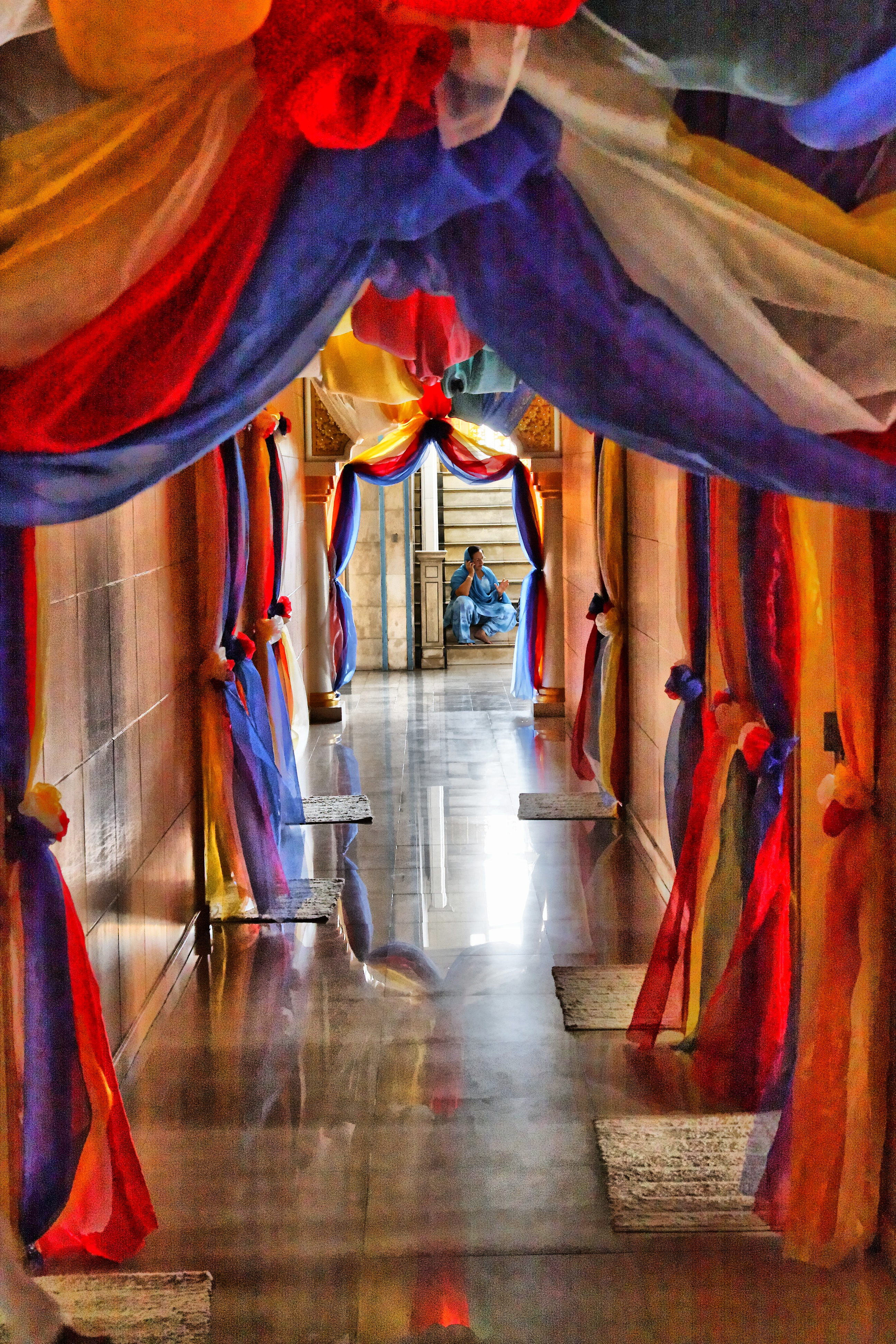
Couloir des chapelles
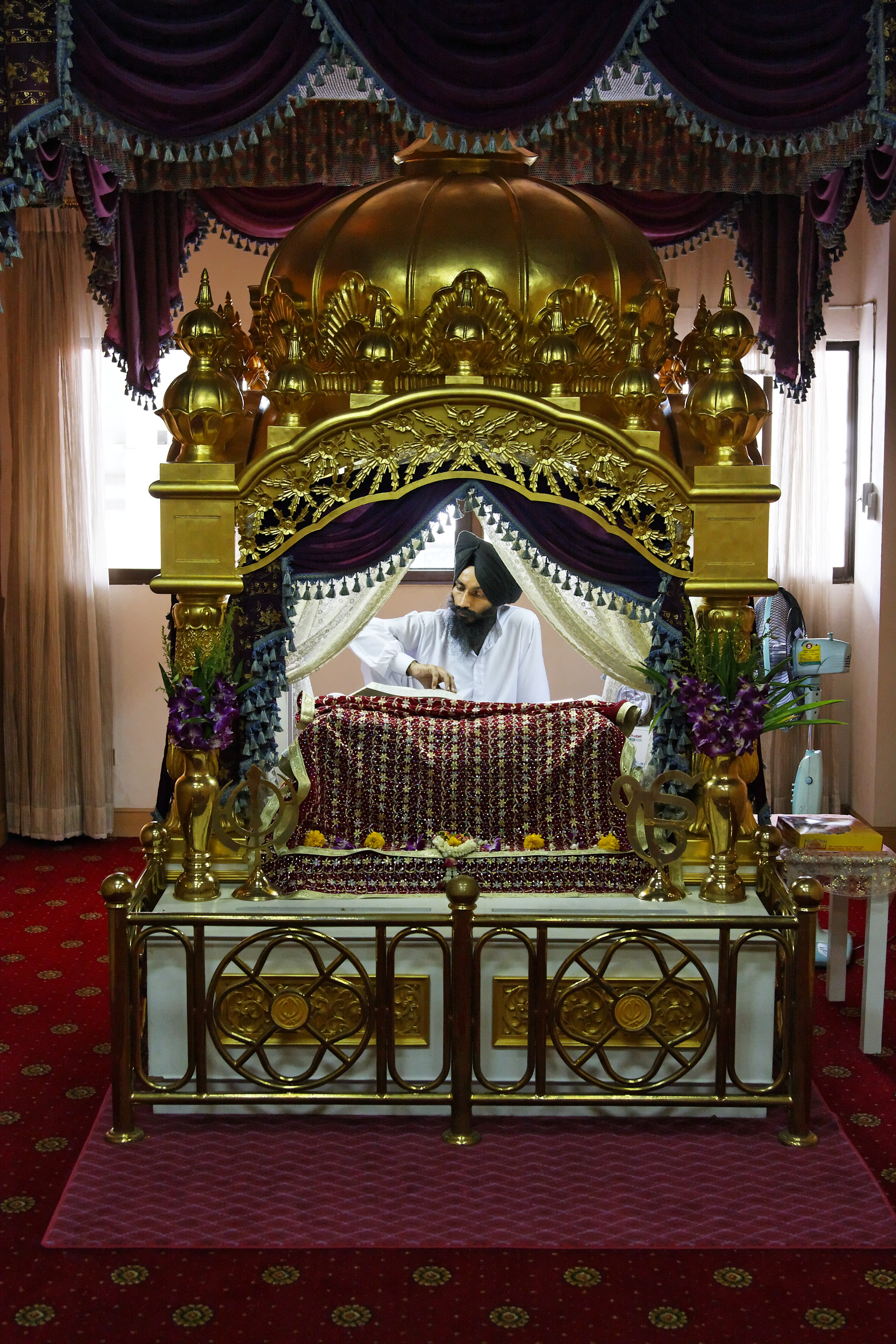
Une chapelle
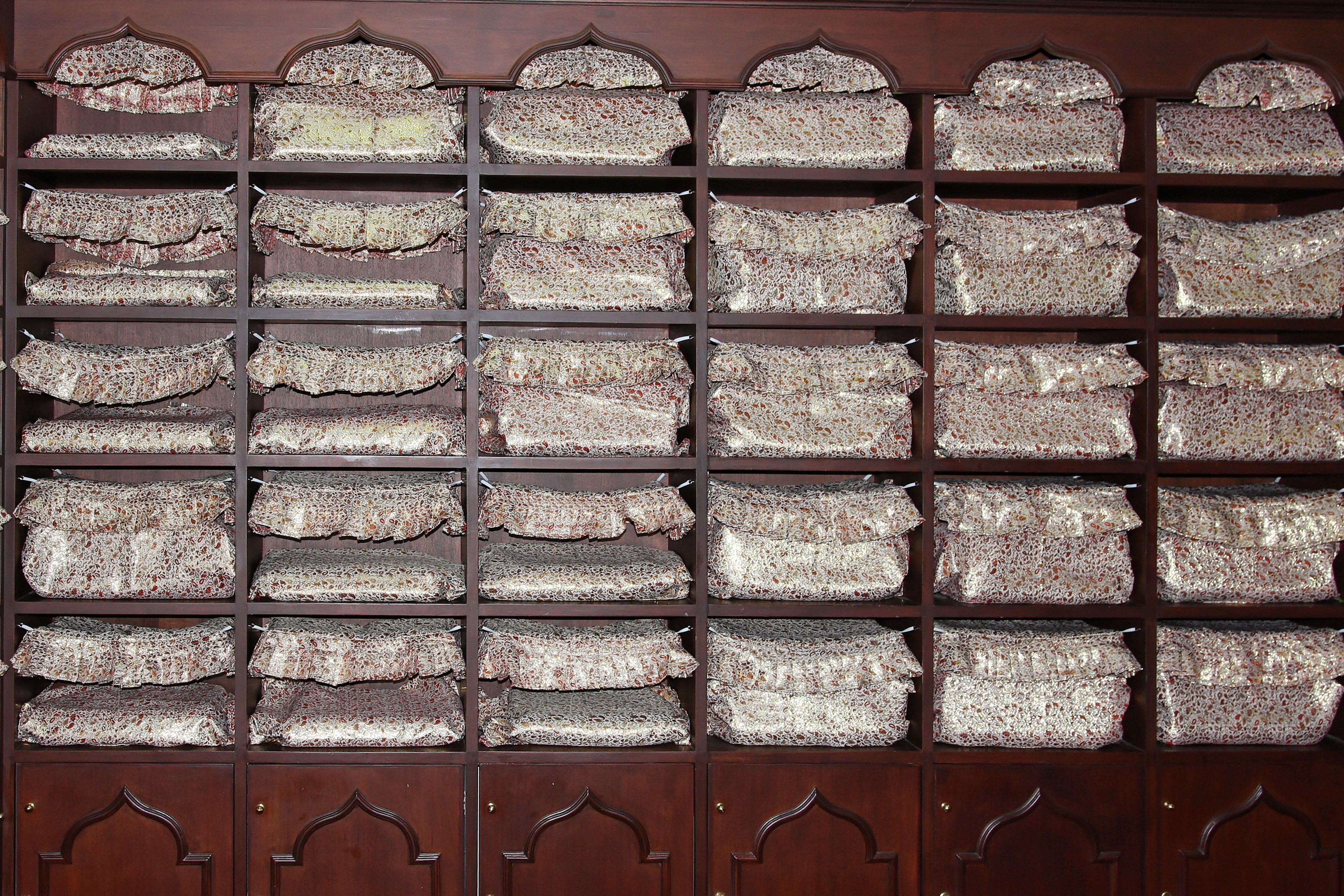
Bibliothèque
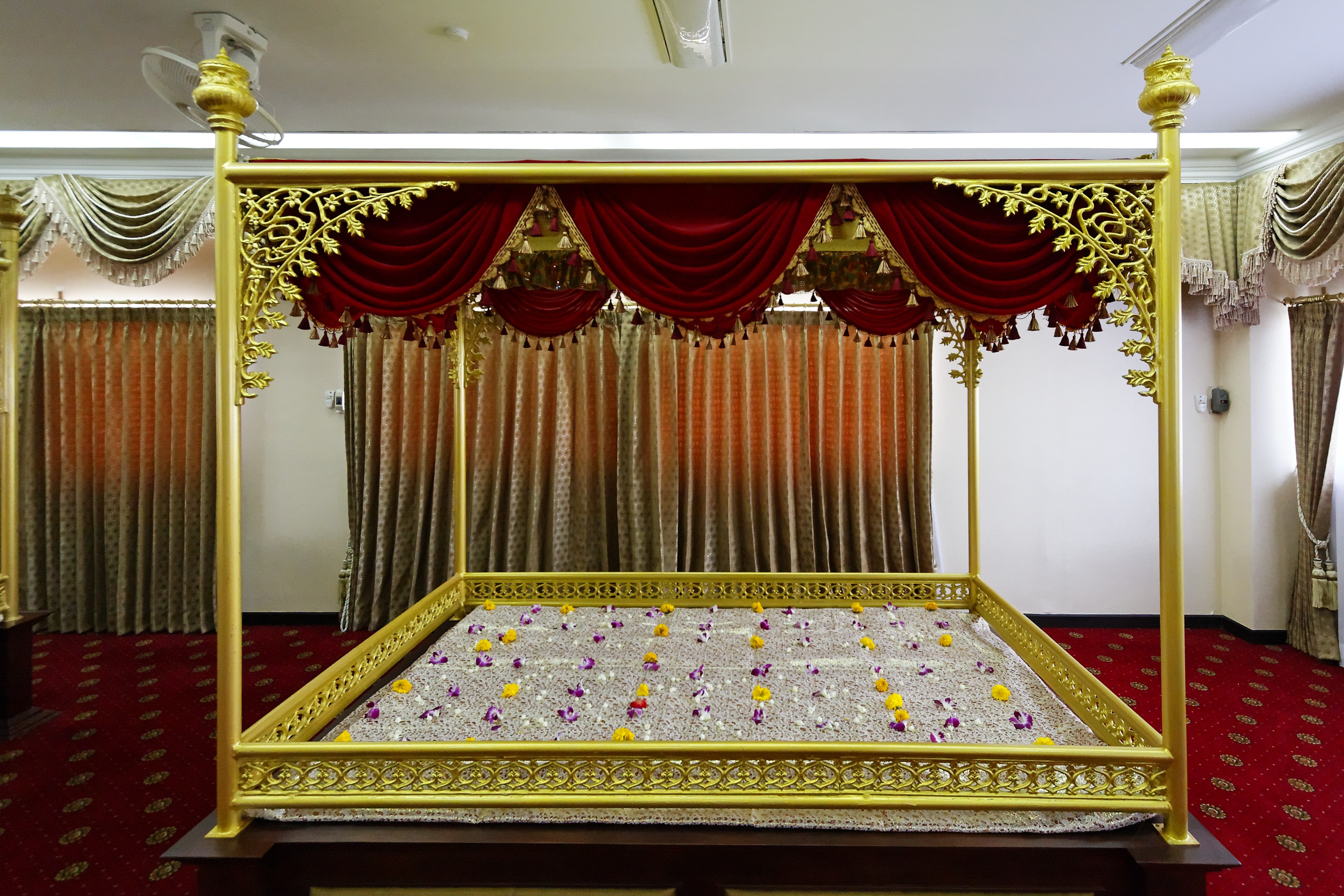
Les livres saints (Guru Granth Sahib) protégés par un tissu précieux parsemé de fleurs fraiches